# 密且
密且是缅甸馬圭省木各具縣木各具镇区下辖的一个镇。

## 历史
2014年9月20日，该镇曾爆发一起佛教徒和穆斯林之间的骚乱。起因是一名佛教徒女佣遭到其穆斯林雇主的袭击。在听到袭击传闻后，一群约50名当地佛教徒男子聚集在嫌疑犯的家中，将其洗劫一空。然后，他们破坏了这名穆斯林男子的商店，随后亦对当地一座清真寺进行了破坏。
2024年缅甸内战期间，缅甸国防军150多名士兵于10月11日下午3点左右进入该镇进行搜捕，并于当晚对该镇进行了空袭，导致数万人被迫逃离。